# Neau
Neau é uma comuna francesa na região administrativa da Pays de la Loire, no departamento de Mayenne. Estende-se por uma área de 12,65 km². Em 2010 a comuna tinha 781 habitantes (densidade: 61,7 hab./km²).